# Iván Tubau
Iván Tubau Comamala (Barcelona, España, 1937-Barcelona, 13 de noviembre de 2016) fue un periodista cultural de prensa y televisión, poeta y estudioso del cómic español, tanto en lengua castellana como catalana. 

## Biografía
Cuando solo tenía cuatro años, su padre, un exiliado español de tendencia anarquista, falleció al salir del campo de concentración francés de Argelès-sur-Mer, en el Languedoc-Rosellón.
En Madrid estudió arte dramático y periodismo y se doctoró en Filología francesa. En 1965 quedó el número uno del primer concurso nacional de presentadores y locutores de RTVE, al que se habían presentado 500 opositores, entre ellos Juan Manuel Gozalo y Luis del Olmo. En 1970 vuelve a opositar a una plaza, esta vez de redactor, para TVE en Cataluña, volviendo a obtener el primer puesto de su promoción. Colaboró con la revista Bang! y se dedicó al humor gráfico con el seudónimo de Pastecca (sandía en italiano), llegando a trabajar en El Jueves y La Codorniz. En 1973 escribió De Tono a El Perich, la primera historia del humor gráfico en España y, consciente de sus limitaciones en este campo, optó por dedicarse al periodismo.
Siendo profesor en la facultad de periodismo, se convirtió en el primer director de la edición española de Playboy. También actuó en la película erótica Objetivo Sexo (1979), dirigida por Jordi Cadena.
Durante los años 80 presentó y dirigió varios programas televisivos: Viure els 80 (1981), Cinc cèntims de cultura (1982-83), Hablemos de amor (1984) y El diván d´Ivan (1988-89). También empezó a publicar sus libros de poesía.
En los años 90 impartió la asignatura de Periodismo Cultural en la Universidad Autónoma de Barcelona y fue columnista de la edición barcelonesa de El Mundo. El 7 de junio de 2005, junto a otros catorce intelectuales (la mayoría, periodistas, editores, articulistas o profesores universitarios), presentó en Barcelona un manifiesto titulado «Por la creación de un nuevo partido político en Cataluña», del que surgió la asociación Ciutadans de Catalunya, y posteriormente el partido Ciudadanos-Partido de la Ciudadanía. En 2010 apoyó la candidatura de UPyD en las Elecciones al Parlamento de Cataluña de 2010.

## Premios
Medallas del Círculo de Escritores Cinematográficos
| Año  | Categoría           | Labor                           | Resultado |
| ---- | ------------------- | ------------------------------- | --------- |
| 1974 | Mejor labor crítica | Trabajos en Diario de Barcelona | Ganador   |

- Igualmente fue galardonado por su poesía en catalán con los premios Enric Ferran (1991), Jocs Florals (2001) y Ausiàs March (2003) y con el 1º Premio a la Tolerancia (1995).

## Obra
- Dibujando historietas. Grupo Editorial Ceac, S. A., 1969
- De Tono a Perich : el chiste gráfico en la prensa española de la posguerra (1939-1969). Fundación Juan March, Serie Monografías, Madrid, 1973. ISBN 84-250-5011-1
- Teoría y práctica del periodismo cultural, Barcelona, Mitre, 1982;
- Crítica cinematográfica española, Barcelona, 1983
- Abans no arribi l´hivern, Barcelona, 1986. Novela
- Domicilios transitorios, Barcelona, Laertes, 1984. Poesía
- Les ostres i el vi blanc, Edicions 62, 1987. Poesía
- Paraula viva contra llengua normativa, Barcelona, Laertes, 1990. 978-84-7584-140-3
- Vendrán meses con erre, Hiperión, 1991. Poesía
- Quatre exercicis físics de metafísica, 1991. Poesía
- Vides privades, Barcelona, Laertes, 1991. ISBN 978-84-7584-179-1. Entrevistas
- Periodismo oral, Barcelona, Paidós, 1993.
- Llengua i pàtria amb ceba tendra, Barcelona, Laertes, 1993. ISBN 978-84-7584-218-6. Ensayo.
- Etelbina y Omobono en el país de los beatniks, Laertes, 1994. ISBN 978-84-7584-264-X.

- La quijada de Orce, Lumen, 1997. Poesía
- Nada por la Patria, Flor del viento ediciones,1999. Ensayo. ISBN 84-89644-39-X
- Semen sonor sobtat, Bromera, 2004. Poesía.